# Kazimierz Kühn
Kazimierz Jan Kühn (ur. 10 lutego 1875 w Płocku, zm. 15 maja 1957 w Częstochowie) – polski inżynier, działacz społeczny i samorządowiec, starosta powiatu częstochowskiego, prezydent miasta Płocka.

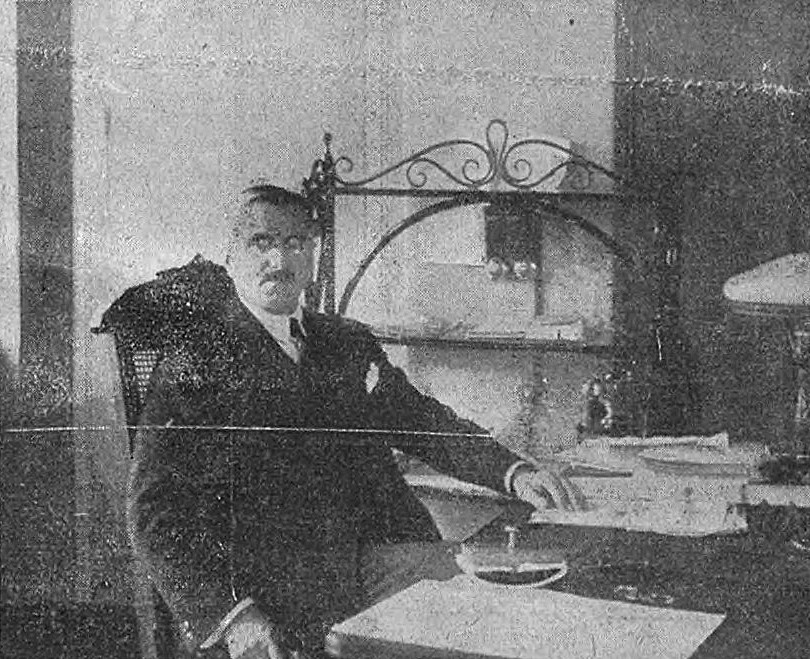
Kazimierz Kühn jako starosta częstochowski (ok. 1925)

## Życiorys
Kühn urodził się w mieszanej rodzinie niemiecko-polskiej jako syn Gustawa Kühna oraz Stefanii z Waśniewskich. Jego ojciec był farmaceutą, powstańcem styczniowym, więźniem politycznym, działaczem oświatowym i dobroczynnym.
Kazimierz Kühn w 1895 ukończył męskie gimnazjum klasyczne w Płocku i dwa lata później podjął studia na Wydziale Mechanicznym Instytutu Politechnicznego w Rydze. W czasie studiów należał do uczelnianych organizacji niepodległościowych i Korporacji Akademickiej Welecja. W 1902 uzyskał dyplom inżyniera mechanika i wyjechał do Rypina, gdzie pracował na stanowisku architekta powiatu rypińskiego. Po odejściu w 1905 z tego stanowiska pracował w Koreniewie w pobliżu Kurska jako pomocnik naczelnika oddziału technicznego Drogi Żelaznej Moskiewsko-Kijowsko-Woroneskiej. Po dwóch latach wrócił do Rygi, gdzie do 1909 prowadził biuro, zajmujące się m.in. wykonywaniem planów technicznych i kosztorysów budów. W sierpniu 1909 przeniósł się do rodzinnego Płocka, gdzie w otrzymał koncesję na budowę i eksploatację elektrowni. Elektrownię zbudowano w latach 1910–1912, a Kazimierz Kühn zarządzał nią do 1 lutego 1918, po czym przeszła ona na własność Towarzystwa Udziałowego Elektrowni Płockiej, którego prezesem był do 1920.
W 1911–1915 był także honorowym radnym Płocka. Od 1913 zaangażował się w prace Towarzystwa Kredytowego Miasta Płocka, którego był wicedyrektorem, a w latach 1914–1920 prezesem. W lutym 1915 wziął udział w tworzeniu Komitetu Obywatelskiego, który przejął władzę w mieście po ucieczce Rosjan i 15 lutego został wybrany na prezydenta miasta, którym był do 15 września, gdy okupacyjne władze niemieckie ustanowiły własnego burmistrza. Od 1916 do 1917 pełnił natomiast funkcję ławnika magistratu. W maju 1920 został mianowany starostą powiatowym częstochowskim, był także przewodniczącym Wydziału Powiatowego Sejmiku Samorządowego. Jako starosta powiatowy wykazywał się dużą energią i inicjatywą w dziedzinie naprawy administracji, oświaty, kultury i służby zdrowia, co zostało docenione przez Biuro Zjazdu Samorządu Ziemskiego w Warszawie, które w 1929 wytypowało powiat częstochowski do reprezentowania wszystkich powiatów Polski na Powszechnej Wystawie Krajowej w Poznaniu.
Był zaangażowany w pracę licznych organizacji społecznych. W 1923 wszedł w skład Powiatowej Rady Wychowania Fizycznego i Przysposobienia Wojskowego, a w latach 1925–1932 kierował jej pracami. Był członkiem rady nadzorczej Stowarzyszenia Pracy Społeczno-Wychowawczej im. J. Piłsudskiego w Częstochowie i od 1928 pełnił funkcję prezesa zarządu powiatowej Federacji Polskich Związków Obrońców Ojczyzny. Był współorganizatorem i od marca 1925 prezesem Okręgowego Związku Straży Pożarnych, w czasie jego rządów usprawniono pracę straży pożarnej i utworzono jej oddziały na terenie powiatu.
Kazimierz Kühn był jednym z pomysłodawców budowy w Częstochowie nowoczesnego gmachu teatru. Na początku sierpnia 1928 z jego inicjatywy odbyło się zebranie organizacyjne w sprawie budowy obecnego teatru im. Adama Mickiewicza. 28 grudnia powstało Towarzystwo Akcyjne Budowy i Eksploatacji Teatru, w którego trzyosobowym zarządzie zasiadł m.in. Kühn. Oprócz budowy teatru był zaangażowany w pracę Towarzystwa Popierania Kultury Regionalnej (obecnie Częstochowskie Towarzystwo Naukowe), które współtworzył w 1932 i którego prezesem był w latach 1933–1936. Członek Rady Związku Powiatów Rzeczypospolitej Polskiej w 1933.
Poza pracą administracyjną i społeczną zajmował się pracą naukową, m.in. publikował prace poświęcone samorządowi: Gospodarka na drogach gminnych (1928) i Zarys programu i metod pracy samorządu ziemskiego (1930).
W 1932 został przeniesiony do Stanisławowa, gdzie objął na stanowisko naczelnika Wydziału Samorządowego Urzędu Wojewódzkiego. Cztery lata później przeniósł się do Warszawy, gdzie do wybuchu wojny pełnił funkcję przewodniczącego Rady Naukowej Instytutu Samorządu Terytorialnego.
Wiosną 1939 otrzymał tytuł członkostwa honorowego Związku Artystów Plastyków i Miłośników Sztuki „Orion” w Stanisławowie.
Okupację spędził w większości w Warszawie, a po upadku powstania warszawskiego w 1944 wrócił do Częstochowy.
W latach 1946–1947 pracował w Wydziale Oświaty i Kultury Urzędu Miejskiego, następne dwa lata kierował w Muzeum Częstochowskim. Jednocześnie zajmował się pracą naukową, napisał w tym czasie pracę Ludzkość sama się sobą rządzi, z przedmową Władysława Tatarkiewicza.
W 1945–1946 należał do mikołajczykowskiego PSL, odnowił też działalność w Towarzystwie Popierania Kultury Regionalnej.
Zmarł 15 maja 1957 w Częstochowie i został pochowany na Cmentarzu Kule (sektor 19-7-9).

## Życie prywatne
Żonaty z Wandą Dołęgą-Ulińską (1879–1957), założycielką i przewodniczącą Koła Kobiet Ligi Obrony Powietrznej w Częstochowie. Z tego związku miał dwie córki, Hannę (1903–2000) i Irenę (1904–1993).

## Ordery i odznaczenia
- Krzyż Oficerski Orderu Odrodzenia Polski (27 grudnia 1924)[6]
- Krzyż na Śląskiej Wstędze Waleczności i Zasługi (1924)[1]

## Upamiętnienie
Jeszcze przed 1939 rokiem jego imieniem nazwano ulicę w Olsztynie k. Częstochowy.